# WFV-Pokal 1987/88
Der WFV-Pokal 1987/88 war die 35. Austragung des Pokalwettbewerbs der Männer im württembergischen Amateurfußball. Titelverteidiger war der seinerzeitige Verbandsligist TSG Giengen. Im Endspiel am 19. Mai 1988 in Nürtingen gewann der SSV Reutlingen 05 mit einem 4:2-Finalsieg in einem Duell zweier Oberligisten über den VfL Kirchheim/Teck erstmals den Titel im Landespokal.
Beide Finalisten qualifizierten sich mit der Endspielteilnahme für den DFB-Pokal 1988/89. Während der von Lorenz-Günther Köstner trainierte Reutlinger Pokalsieger nach einem 2:1-Erstundenerfolg gegen Hamborn 07 erst in der zweiten Runde mit einer 1:3-Heimniederlage gegen den Zweitligisten Rot-Weiss Essen ausschied, verpasste der VfL Kirchheim/Teck mit einer 1:2-Heimniederlage gegen den hessischen Viertligisten SV Wehen das Weiterkommen in die zweite Runde.

## Endspiel
| SSV Reutlingen 05                   | SSV Reutlingen 05 | VfL Kirchheim/Teck | VfL Kirchheim/Teck |
| ----------------------------------- | --- | --- | ------------------ |
| SSV Reutlingen 05                   | \| 18. Mai 1988 in Nürtingen \| \| Ergebnis: 4:2 (2:2) \| \| Zuschauer: 1900 \| \| Schiedsrichter: Beiler (Dietenheim) \| | \| 18. Mai 1988 in Nürtingen \| \| Ergebnis: 4:2 (2:2) \| \| Zuschauer: 1900 \| \| Schiedsrichter: Beiler (Dietenheim) \|                                                                                             | VfL Kirchheim/Teck |
| SSV Reutlingen 05                   | Manfred Vöhringer – Jürgen Schaich – Thomas Schwend, Jürgen Schnizler, Otmar Rösch – Oliver Müller, Thomas Bauer, Wolfram Bauer, Thomas Winter – Hermann Rudolf, Thomas Jäger (70. Henry Schüler) Cheftrainer: Lorenz-Günther Köstner | Chris Bieber – Gerhard Weiler – Uwe Skultety (73. Sari), Ralph Bany, Uwe Köber – Peter Starzmann, Andreas Buck, Claus Maier, Dietmar Weil – Isidro García (70. Wolfgang Haug), Roland Hirsch Cheftrainer: Helmut Groß | VfL Kirchheim/Teck |
| SSV Reutlingen 05                   | 1:0 Hermann Rudolf (28.) 2:0 Thomas Winter (35.) 3:2 Thomas Winter (62.) 4:2 Hermann Rudolf (79.) | 2:1 Roland Hirsch (38.) 2:2 Roland Hirsch (41.) | VfL Kirchheim/Teck |
| 18. Mai 1988 in Nürtingen           | | |                    |
| Ergebnis: 4:2 (2:2)                 | | |                    |
| Zuschauer: 1900                     | | |                    |
| Schiedsrichter: Beiler (Dietenheim) | | |                    |